# Phumosia biplaga
Phumosia biplaga este o specie de muște din genul Phumosia, familia Calliphoridae. A fost descrisă pentru prima dată de Villeneuve în anul 1914. Conform Catalogue of Life specia Phumosia biplaga nu are subspecii cunoscute.